# Chengzi (köping i Kina, Hebei)
Chengzi (kinesiska: 城子镇, 城子) är en köping i Kina. Den ligger i provinsen Hebei, i den norra delen av landet, omkring 230 kilometer nordväst om huvudstaden Peking.
Genomsnittlig årsnederbörd är 555 millimeter. Den regnigaste månaden är juli, med i genomsnitt 158 mm nederbörd, och den torraste är december, med 3 mm nederbörd.